# Fire Safety Engineering College
Das Fire Safety Engineering College ist ein privates College in Maskat, Oman. Es liegt beim Seeb International Airport und wurde 1998/99 gegründet.

## Studiengänge
Das College bietet derzeit drei Studiengänge an:
- Fire Safety Engineering
- Well Engineering und
- Facilities Management

Die Hochschule hat eine Kooperation mit der britischen University of Central Lancashire. An ihr können alle Programme – aufbauend auf den omanischen Diploma – mit einem Bachelor (BSc bzw. BEng) abgeschlossen werden. Dort werden auch die konsekutiven Studiengänge zum Master (MSc) angeboten. Die Unterrichtssprache ist Englisch.

## Studierende und Studiengebühren
Derzeit studieren 650 omanische Studierende in zweijährigen Diploma-Programmen. Die Studiengebühren betragen R.O. 2.750. 